# Русская католическая миссия в Шанхае
Русская католическая миссия в Шанхае действовала в составе Экзархата русских католиков в Китае с 1928 года по 1948 год, входила в Русский апостолат.

## История
Основание миссии связано с прибытием архимандрита Николая Алексеева из Харбина, который приступил к организации церковной жизни при небольшом русском католическом храме византийского обряда в честь святителя Николая Чудотворца, количество верных составляло приблизительно 200 человек
В 1930 году клир пополнился священником Диодором Колпинским. С 1939 года Миссия передана в ведение восточной ветви ордена иезуитов и поручена руководству иеромонаха Венделина Яворки, которому помогал иеромонах Феодор Вилькок. Из доклада прочитанного им на Съезде русских католиков в Риме в 1950 году о положении дел в Шанхае: 

…где, до большевистского нашествия, процветала русская католическая община, при которой… образовался прекрасный приют и школа для мальчиков. Отношения с православными были весьма дружественными… Благотворная деятельность не ограничиваясь этим, была направлена на общее объединение русской эмиграции, и ему удалось добиться объединения русских эмигрантских организаций в Шанхае, действовавших ранее не согласно и вразброд— Русский католический вестник, № 1, 1951. с. 20.
 Вилькок наладил связи в общественных и культурных кругах русской эмиграции в Шанхае, в период японской оккупации священник пережил арест и заключение в концентрационный лагерь, в 1945 году он вернулся в Шанхай.
До 1948 года в Миссии трудился священник Иоанн Мильнер, приехавший в Китай из Эстонии, он был духовником сестер монашеской общины, при которой была открыта школа для русских девочек, далее он продолжил свое служение в Ирландии, куда была переведена община перед угрозой репрессий.
С целью заботы о эмигрантских детях Миссия открыла школу святой Софии для обучения девочек и школу святого архистратига Михаила для мальчиков и соответственно приюты при них. Руководителем школ и духовником был Вилькок. После эвакуации в 1948 году в связи с угрозой репрессий русские мальчики пополнили число воспитанников интерната св. Георгия в Намюр во Франции. 
В 1949 году мирная жизнь русской колонии в Шанхае прекращается, Вилькок провел спешную эвакуацию 6 500 русских людей на остров Тубабао на Филиппинах, где священник управлял временным российским поселением беженцев. Ему также удалось спасти библиотеку Миссии, богослужебные книги, утварь и иконы, которые стали основой собрания Русского центра имени Владимира Соловьева и храма при нем, основанных при Фордемском университете в Нью-Йорке.